# Вселенная Стивена Хокинга
«Вселе́нная Сти́вена Хо́кинга» (англ. The Theory of Everything, дословно — «Тео́рия всего́») — биографическая романтическая драма 2014 года, третий полнометражный фильм режиссёра Джеймса Марша, снятый в копродукции Великобритании, Японии и США. Фильм рассказывает о жизни физика-теоретика Стивена Хокинга. Он был адаптирован Энтони Маккартеном из мемуаров 2007 года «Travelling to Infinity: My life with Stephen» Джейн Хокинг, в которых рассказывается о её отношениях с бывшим мужем Стивеном Хокингом, его диагнозе Боковой амиотрофический склероз (БАС) и его успехе в области физики. В фильме снимались Эдди Редмэйн, и Фелисити Джонс, а также Чарли Кокс, Эмили Уотсон, Саймон Макберни, Кристиан МакКэй, Гарри Ллойд и Дэвид Тьюлис в ролях второго плана. Мировая премьера фильма состоялась 7 сентября 2014 года на Кинофестивале в Торонто. Фильм вышел в прокат в США 7 ноября 2014 года, а в Великобритании - 1 января 2015 года.

## Сюжет
В Кембриджском университете студент-астрофизик Стивен Хокинг начинает романтические отношения со студенткой Джейн Уайлд, изучающей литературу. Хотя Стивен преуспевает в математике и физике, его друзья и профессора обеспокоены отсутствием темы диссертации. После того, как Стивен и профессор Деннис Сиама посещают лекцию о чёрных дырах, Стивен предполагает, что чёрные дыры могли быть частью создания вселенной, и решает написать о них диссертацию.
Стивен продолжает свои исследования, но его мышцы начинают разрушаться, в результате чего он падает и ударяется головой. Стивен узнает, что у него боковой амиотрофический склероз; в конце концов он не сможет говорить, глотать, дышать или двигать большей частью своего тела; жить осталось примерно два года. Доктор с сожалением говорит Стивену, что с этим ничего не поделаешь. Стивен спрашивает, что будет с его мозгом. Врач говорит Стивену, что болезнь не повлияет на мозг или его мысли, но в конечном итоге никто не узнает, о чем он думает. Когда Стивен становится отшельником, сосредотачиваясь на своей работе, Джейн признается в любви. Она говорит отцу Стивена, что намерена остаться с ним, даже когда его состояние ухудшается. Они женятся, рождается первый сын Роберт.
Стивен представляет свою диссертацию экзаменационной комиссии, утверждая, что чёрная дыра создала вселенную в результате Большого взрыва, что она будет излучать тепло и что она закончится большим сжатием. Празднуя с Джейн и его друзьями, Стивен понимает, что не может ходить, и начинает пользоваться инвалидной коляской.
После того, как у Хокингов появилась дочь Люси, Стивен разрабатывает теорию о видимости чёрных дыр и становится всемирно известным физиком. Джейн, сосредоточившись на детях, здоровье Стивена и растущей славе, не в состоянии работать над своей собственной диссертацией и разочаровывается. Стивен говорит ей, что поймёт, если ей нужна помощь. Она присоединяется к церковному хору, где встречает вдовца Джонатана, и они становятся близкими друзьями. Джейн нанимает его в качестве учителя фортепиано для своего сына, и Джонатан оказывает поддержку всей семье, помогая Стивену с его болезнью, поддерживая Джейн и играя с детьми.
Когда Джейн рожает другого сына, Тимоти, мать Стивена спрашивает Джейн, является ли Джонатан отцом ребенка, что она отрицает. Джейн видит, что Джонатан подслушал разговор и потрясён, но, оставшись наедине, они признаются в своих чувствах друг к другу. Джонатан держится подальше от семьи, но Стивен навещает его, говоря, что Джейн нуждается в нём.
Стивена приглашают посетить оперное представление в Бордо, и он предлагает посетить его со своими учениками, пока Джейн и Джонатан берут детей в поход. Во время представления Стивену становится плохо и его срочно забирают в больницу. В больнице врач сообщает Джейн, что у Стивена воспаление лёгких и что ему необходима трахеостомия, чтобы выжить, но из-за этого он не сможет говорить. Она соглашается на операцию.
Стивен учится использовать доску с буквами для общения с Элейн, своей новой медсестрой. Он получает компьютер со встроенным голосовым синтезатором и с его помощью пишет книгу «Краткая история времени», которая становится международным бестселлером.
Стивен говорит Джейн, что его пригласили в Америку для получения награды, и он возьмёт с собой Элейн. Джейн осознаёт, что брак между ней и Стивеном не работает, говоря ему, что «сделала всё возможное». Джейн и Стивен соглашаются на развод. Стивен едет на лекцию с Элейн, в которую влюбился, Джейн и Джонатан воссоединяются. На лекции Стивен видит, как студент уронил ручку; он воображает, что встаёт, чтобы поднять её, почти плача от напоминания о том, как болезнь повлияла на него. Далее Стивен произносит вдохновляющую речь, говоря: «Не должно быть никаких границ человеческим стремлениям. Мы все разные. Какой бы плохой ни казалась жизнь, всегда есть что-то, что вы можете сделать и добиться успеха. Пока есть жизнь, есть надежда».
Стивен приглашает Джейн встретиться с королевой Елизаветой II, где его наградят Орденом Кавалеров Почёта; они проводят счастливый день вместе со своими детьми, а Стивен говорит: «Посмотри, что мы сделали».
В конце фильма показываются избранные моменты из фильма; события показаны в обратном порядке, до того момента, когда Стивен впервые увидел Джейн. Финальные кадры рассказывают о жизни главных героев. Джейн и Джонатан счастливы в браке, Джейн получила докторскую степень. Она и Стивен остаются близкими друзьями.
Стивен отказывается от звания Рыцаря, предложенного Королевой, и продолжает свои исследования, не планируя уходить на пенсию.

## В ролях
| Актёр              | Роль           |
| ------------------ | -------------- |
| Эдди Редмэйн       | Стивен Хокинг  |
| Фелисити Джонс     | Джейн Хокинг   |
| Чарли Кокс         | Джонатан Джонс |
| Саймон Макбёрни    | Фрэнк Хокинг   |
| Максин Пик         | Элейн Мейсон   |
| Эбигейл Круттенден | Изабель Хокинг |
| Гарри Ллойд        | Брайан         |
| Дэвид Тьюлис       | Деннис Сиама   |
| Кристиан МакКэй    | Роджер Пенроуз |
| Эмили Уотсон       | Берил Уайлд    |
| Энцо Чиленти       | Кип Торн       |

## Создание
Сценарист Энтони Маккартен заинтересовался Хокингом после прочтения его книги «Краткая история времени» в 1988 году. В 2004 году Маккартен прочитал мемуары Джейн Хокинг и начал работать над адаптацией без каких-либо гарантий. Он несколько раз встречался с Джейн, чтобы обсудить с ней проект. Он познакомился с продюсером Лизой Брюс в 2009 году.
Брюс и Маккартен убедили Джейн согласиться на адаптацию её книги. В апреле 2013 года Джеймс Марш был утверждён на должность режиссёра, в то время как Эдди Редмэйна рассматривали на главную роль. В июне того же года стало известно, что на главную женскую роль утвердили Фелисити Джонс.
Марш изучал архивные изображения, чтобы добиться достоверности. По его словам, когда были фотографии или съёмки каких-то событий, относящихся к истории, то они пытались добиться как можно большей идентичности.

## Восприятие
Фильм получил в основном положительные отзывы (в том числе от «The Guardian» и «New York Post»). На сайте Rotten Tomatoes на основе 257 рецензий критиков фильм имеет рейтинг 79 %, со средней оценкой 7,3 из 10. На сайте Metacritic фильм получил оценку 72 из 100 на основе рецензий 47 критиков.

## Награды
| Награды и номинации                    | Награды и номинации              | Награды и номинации | Награды и номинации | Награды и номинации |
| Награда                                | Категория                        | Номинант            | Результат           |                     |
| -------------------------------------- | -------------------------------- | ------------------- | ------------------- | ------------------- |
| Голливудский кинофестиваль             | «Прорыв года»                    | Эдди Редмэйн        | Победа              |                     |
| «Золотой глобус»                       | «Лучший фильм — драма»           |                     | Номинация           |                     |
| «Золотой глобус»                       | «Лучшая мужская роль — драма»    | Эдди Редмэйн        | Победа              |                     |
| «Золотой глобус»                       | «Лучшая женская роль — драма»    | Фелисити Джонс      | Номинация           |                     |
| «Золотой глобус»                       | «Лучшая музыка»                  | Йохан Йоханнссон    | Победа              |                     |
| «Спутник»                              | «Лучший фильм»                   |                     | Номинация           |                     |
| «Спутник»                              | «Лучшая мужская роль»            | Эдди Редмэйн        | Номинация           |                     |
| «Спутник»                              | «Лучшая женская роль»            | Фелисити Джонс      | Номинация           |                     |
| «Спутник»                              | «Лучший адаптированный сценарий» | Энтони Маккартен    | Номинация           |                     |
| «Спутник»                              | «Лучшая операторская работа»     | Бенуа Дельомм       | Номинация           |                     |
| Премия Гильдии киноактёров США         | «Лучшая мужская роль»            | Эдди Редмэйн        | Победа              |                     |
| Премия Гильдии киноактёров США         | «Лучшая женская роль»            | Фелисити Джонс      | Номинация           |                     |
| Премия Гильдии киноактёров США         | «Лучший актёрский состав»        |                     | Номинация           |                     |
| «Выбор критиков»                       | «Лучший фильм»                   |                     | Номинация           |                     |
| «Выбор критиков»                       | «Лучшая мужская роль»            | Эдди Редмэйн        | Номинация           |                     |
| «Выбор критиков»                       | «Лучшая женская роль»            | Фелисити Джонс      | Номинация           |                     |
| «Выбор критиков»                       | «Лучший адаптированный сценарий» | Энтони Маккартен    | Номинация           |                     |
| «Выбор критиков»                       | «Лучшая музыка к фильму»         | Йохан Йоханссон     | Номинация           |                     |
| BAFTA                                  | «Лучший фильм»                   | Тим Беван           | Номинация           |                     |
| BAFTA                                  | «Лучший британский фильм»        | Джеймс Марш         | Победа              |                     |
| BAFTA                                  | «Лучшая режиссёрская работа»     | Джеймс Марш         | Номинация           |                     |
| BAFTA                                  | «Лучшая мужская роль»            | Эдди Редмэйн        | Победа              |                     |
| BAFTA                                  | «Лучшая женская роль»            | Фелисити Джонс      | Номинация           |                     |
| BAFTA                                  | «Лучший адаптированный сценарий» | Энтони Маккартен    | Победа              |                     |
| BAFTA                                  | «Лучший дизайн костюмов»         | Стивен Нобл         | Номинация           |                     |
| BAFTA                                  | «Лучший монтаж»                  | Джинкс Годфри       | Номинация           |                     |
| BAFTA                                  | «Лучший грим и причёски»         | Джен Сьюэлл         | Номинация           |                     |
| BAFTA                                  | «Лучшая музыка к фильму»         | Йохан Йоханссон     | Номинация           |                     |
| «Оскар»                                | «Лучший фильм»                   |                     | Номинация           |                     |
| «Оскар»                                | «Лучшая мужская роль»            | Эдди Редмэйн        | Победа              |                     |
| «Оскар»                                | «Лучшая женская роль»            | Фелисити Джонс      | Номинация           |                     |
| «Оскар»                                | «Лучший адаптированный сценарий» | Энтони Маккартен    | Номинация           |                     |
| «Оскар»                                | «Лучшая музыка к фильму»         | Йохан Йоханссон     | Номинация           |                     |
| «Сатурн»                               | «Лучший международный фильм»     |                     | Победа              |                     |
| «Давид ди Донателло»                   | «Лучший европейский фильм»       | Джеймс Марш         | Победа              |                     |
| «Грэмми»                               | «Лучший саундтрек»               | Йохан Йоханссон     | Номинация           |                     |
| Премия Лондонского кружка кинокритиков | «Фильм года»                     |                     | Номинация           |                     |
| Премия Лондонского кружка кинокритиков | «Актёр года»                     | Эдди Редмэйн        | Номинация           |                     |
| Премия Лондонского кружка кинокритиков | «Британская актриса года»        | Фелисити Джонс      | Номинация           |                     |
| Премия Лондонского кружка кинокритиков | «Британский актёр года»          | Эдди Редмэйн        | Номинация           |                     |
| Премия Лондонского кружка кинокритиков | «Британский фильм года»          |                     | Номинация           |                     |